# Lamath
Lamath és un municipi francès situat al departament de Meurthe i Mosel·la i a la regió del Gran Est. L'any 2007 tenia 192 habitants.

## Demografia

### Població
El 2007 la població de fet de Lamath era de 192 persones. Hi havia 74 famílies, de les quals 20 eren unipersonals (8 homes vivint sols i 12 dones vivint soles), 12 parelles sense fills, 38 parelles amb fills i 4 famílies monoparentals amb fills.
La població ha evolucionat segons el següent gràfic:
Habitants censats

### Habitatges
El 2007 hi havia 71 habitatges, 70 eren l'habitatge principal de la família i 1 era una segona residència. Tots els 71 habitatges eren cases. Dels 70 habitatges principals, 63 estaven ocupats pels seus propietaris, 6 estaven llogats i ocupats pels llogaters i 1 estava cedit a títol gratuït; 7 tenien tres cambres, 15 en tenien quatre i 48 en tenien cinc o més. 56 habitatges disposaven pel capbaix d'una plaça de pàrquing. A 29 habitatges hi havia un automòbil i a 36 n'hi havia dos o més.

### Piràmide de població
La piràmide de població per edats i sexe el 2009 era:
| Homes | Edats   | Dones |
| ----- | ------- | ----- |
| 0     | 95 o +  | 0     |
| 4     | 90 a 94 | 4     |
| 0     | 85 a 89 | 0     |
| 0     | 80 a 84 | 0     |
| 0     | 75 a 79 | 4     |
| 4     | 70 a 74 | 0     |
| 8     | 65 a 69 | 8     |
| 0     | 60 a 64 | 8     |
| 4     | 55 a 59 | 0     |
| 4     | 50 a 54 | 0     |
| 8     | 45 a 49 | 8     |
| 8     | 40 a 44 | 8     |
| 12    | 35 a 39 | 16    |
| 0     | 30 a 34 | 0     |
| 4     | 25 a 29 | 0     |
| 4     | 20 a 24 | 4     |
| 12    | 15 a 19 | 8     |
| 12    | 10 a 14 | 4     |
| 8     | 5 a 9   | 8     |
| 8     | 0 a 4   | 0     |

## Economia
El 2007 la població en edat de treballar era de 126 persones, 98 eren actives i 28 eren inactives. De les 98 persones actives 91 estaven ocupades (48 homes i 43 dones) i 7 estaven aturades (6 homes i 1 dona). De les 28 persones inactives 11 estaven jubilades, 14 estaven estudiant i 3 estaven classificades com a «altres inactius».

### Ingressos
El 2009 a Lamath hi havia 74 unitats fiscals que integraven 190 persones, la mediana anual d'ingressos fiscals per persona era de 18.618,5 €.

### Activitats econòmiques
Dels 7 establiments que hi havia el 2007, 1 era d'una empresa de fabricació d'altres productes industrials, 2 d'empreses de comerç i reparació d'automòbils, 1 d'una empresa de transport, 1 d'una empresa d'hostatgeria i restauració, 1 d'una entitat de l'administració pública i 1 d'una empresa classificada com a «altres activitats de serveis».
L'únic servei als particulars que hi havia el 2009 era un restaurant.
L'any 2000 a Lamath hi havia 9 explotacions agrícoles que ocupaven un total de 488 hectàrees.

## Equipaments sanitaris i escolars
El 2009 hi havia una escola elemental integrada dins d'un grup escolar amb les comunes properes formant una escola dispersa.

## Poblacions més properes
El següent diagrama mostra les poblacions més properes.